# Краљовце-Крњишов
Краљовце-Крњишов (слч. Kráľovce-Krnišov) насељено је мјесто са административним статусом сеоске општине (слч. obec) у округу Крупина, у Банскобистричком крају, Словачка Република.

## Становништво
| Година:    | 1994. | 2004.    | 2014.   | 2024.    |
| ---------- | ----- | -------- | ------- | -------- |
| Број људи: | 178   | 158      | 172     | 148      |
| Разлика:   |       | -11,23 % | +8,86 % | -13,95 % |

| Година:    | 2023. | 2024. |
| ---------- | ----- | ----- |
| Број људи: | 148   | 148   |
| Разлика:   |       | +0 %  |

Према подацима о броју становника из 2024. године насеље је имало 148 становника.